# Ara Halici
Ara Halici (Amsterdam, 16 januari 1976) is een Nederlands acteur.
Halici is de zoon van een Armeens gastarbeidersgezin dat eind jaren 60 vanuit Turkije in Nederland kwam wonen.
Halici studeerde aan de Frank Sanders Academie voor musicaltheater. Daarna speelde hij onder andere in de musicals Cabaret en Piaf. Tweemaal won hij een John Kraaijkamp Musical Award: voor de 'beste mannelijke hoofdrol in een grote musical' in 2004 voor zijn rol in Merrily We Roll Along en in 2006 voor Cabaret. In 2007 en 2009 was hij voor dezelfde prijs genomineerd voor 'beste mannelijke bijrol in een kleine musical' in de musicals HONK! en Piaf.
In 2012 was hij genomineerd voor Vlaamse Musicalprijs voor zijn rol in Lelies. In 2015 werd voor zijn "uitzonderlijke talent en als veelzijdige theaterpersoonlijkheid de Gouden Genesius Penning aan hem toegekend.

In de Efteling spreekt hij de stem in van Sindbad de Zeeman. Je hoort zijn stem in de attractie Sirocco, en tijdens The Making-of: Wereld van Sindbad op YouTube.

## Theater
- Je Bent Goud Waard, Charlie Brown
- Peter Pan, De Musical
- Aladdin, De Musical
- Assassins
- Merrily we, Roll Along
- Een Perfecte God
- Purper Revue
- Cabaret
- HONK!
- The Last 5 Years
- De Fabeltjeskrant, De Musical
- The Wild Party
- Piaf
- Sjakoo de musical
- Ja zuster, nee zuster
- Zij aan zij
- Macbeth
- Dolfje Weerwolfje
- Broadway in de polder
- Nieuwe avonturen met Dolfje Weerwolfje
- Gebroeders Leeuwenhart
- Lelies
- Dik Trom
- The Rozettes
- De sprookjesmusical Pinokkio
- The Lion King
- Caro

## Televisie
- Gebak van Krul, Torros (2009)
- Deed figuratiebegeleiding bij de film De eetclub (2010)
- Bloedbroeders, documentaire samen met Sinan Can (2015)

## Films
In 2017 was Halici de stem van Hector in de Pixar-film Coco (film). Ook sprak hij de stem in van Flarry in de Pixar-film Elemental.